# Bomberman Live
Bomberman Live est un jeu vidéo d'action développé par Backbone Entertainment et édité par Hudson Soft. Il est disponible en téléchargement sur Xbox Live Arcade depuis le 18 juillet 2007.

## Système de jeu
Le jeu reprend le même principe que les précédents Bomberman, mais dispose de meilleurs graphiques et permet d'accueillir jusqu'à huit joueurs en ligne.

## Suite
La suite, intitulée Bomberman Live: Battlefest, est sorti en 2010.